# Cladosporium heleophilum
Cladosporium heleophilum är en svampart som beskrevs av J.C. David 1997. Cladosporium heleophilum ingår i släktet Cladosporium och familjen Davidiellaceae.   Inga underarter finns listade i Catalogue of Life.